# گورستان مشکان
قبرستان مشکان مربوط به اواخر دوره قاجار - اوایل دوره پهلوی است و در شهرستان خرم بید، بخش مرکزی، دهستان قشلاق، ۱/۵ کیلومتری جنوب شرقی روستای مشکان واقع شده و این اثر در تاریخ ۲۶ اسفند ۱۳۸۶ با شمارهٔ ثبت ۲۱۸۹۱ به‌عنوان یکی از آثار ملی ایران به ثبت رسیده است.